# Le con d'Irene
Le con d'Irene (Il sesso d'Irene) è un breve romanzo di genere erotico scritto dal poeta e romanziere francese Louis Aragon e pubblicato per la prima volta clandestinamente (per evitare la censura) sotto pseudonimo nel 1928 in 150 copie. Jean-Jacques Pauvert ha definito il romanzo "una delle quattro o cinque più belle opere poetiche prodotte dal surrealismo".
La prima edizione è stata illustrata con incisioni di André Masson, esteticamente molto simili a quelle fatte per Storia dell'occhio di Georges Bataille. Il romanziere statunitense William T. Vollmann ha citato "le con d'Irene" come opera che 'ha influenzato per la creazione del suo libro The Royal Family del 2000.

## Trama
L'intera narrazione è un inno ed una celebrazione appassionata del sesso femminile, davanti al quale l'autore s'inchina e sprofonda come in un abisso, preso com'è da una smania vorticante di desiderio erotico. Oramai impossibilitato a muoversi a causa della sifilide che lo sta corrodendo interamente, all'io narrante non rimane altro che rammentare col pensiero la suprema bellezza della vagina di Irene, quella che (più di tutte le altre donne) nel corso degli anni ha avuto occasione di possedere e ammirare.